# Bulbophyllum spadiciflorum
Bulbophyllum spadiciflorum är en orkidéart som beskrevs av Pierre Tixier. Bulbophyllum spadiciflorum ingår i släktet Bulbophyllum och familjen orkidéer. Inga underarter finns listade i Catalogue of Life.